# Rhinella fissipes
Rhinella fissipes es una especie de anfibios de la familia Bufonidae.
Se encuentra en Bolivia y Perú.
Su hábitat natural incluye montanos secos, ríos, marismas de agua dulce.